# Antoni Ciepiela
Antoni Piotr Ciepiela (ur. 3 czerwca 1953 w Staszowie, zm. 12 czerwca 2006) – polski zoolog.

## Życiorys
W 1977 ukończył studia w Wyższej Szkole Pedagogicznej w Kielcach, w 1984 obronił doktorat w Szkole Głównej Gospodarstwa Wiejskiego w Warszawie, w 1991 habilitował się tam. Od 1978 związany z Wyższą Szkołą Rolniczo-Pedagogiczną w Siedlcach (późniejszą Akademią Podlaską, obecnie Uniwersytet Przyrodniczo-Humanistyczny w Siedlcach). W 1999 został profesorem nadzwyczajnym w Akademii Podlaskiej. Od 1991 był członkiem Rady Naukowej Instytutu Biologii Akademii Podlaskiej, od 1999 członkiem Wydziałowej Komisji ds. Nauki.

## Praca naukowa
Antoni Ciepiela zajmował się entomologią rolniczą, prowadził badania nad bionomią mszyc zbożowych. Ponadto zajmował się zagadnieniami z zakresu gradologii i afidologii, tj. morfologia i bionomia pluskwiaków równoskrzydłych województwa mazowieckiego. Badał morfologiczne, anatomiczne i biochemiczne podstawy odporności zbóż na mszyce. Dorobek naukowy obejmuje ponad 100 publikacji naukowych, w tym 50 oryginalnych prac badawczych.

## Współpraca ze Służbą Bezpieczeństwa PRL
W 1984 podpisał zobowiązanie o podjęciu współpracy z SB WUSW w Siedlcach przyjmując pseudonim konspiracyjny „Piotr”. Pozyskania dokonano przed wyjazdem Antoniego Piotra Ciepieli na staż naukowy do USA, a jego celem było zapewnienie dopływu informacji na temat współpracy naukowej pracowników Wyższej Szkoły Rolniczo-Pedagogicznej w Siedlcach z przedstawicielami innych krajów, w szczególności kapitalistycznych. 

## Nagrody i odznaczenia
- Srebrny Krzyż Zasługi (1995);
- Odznaka honorowa „Zasłużony dla Rolnictwa” (1997);
- Złota Odznaka ZNP (1998);
- Medal Komisji Edukacji Narodowej (2000).